# Trophée des champions 2010 (handball)
Navigation
Trophée des champions 2011
Le Trophée des champions 2010 est la première édition du Trophée des champions français, organisée par la Ligue nationale de handball. La compétition est organisée au Stade Louis-II de Monaco et se déroule les 4 et 5 septembre 2010.
Il regroupe normalement, le champion de France en titre et son dauphin ainsi que les vainqueurs des dernières éditions de la Coupe de France et de la Coupe de la Ligue. Comme Montpellier a remporté ces 3 épreuves en 2010, le club héraultais est finalement accompagné des clubs classés de la 2e à la 4e place en championnat, à savoir Chambéry Savoie Handball, Tremblay-en-France Handball et Saint-Raphaël Var Handball.

## Résultats

### Demi-finales
| 4 septembre 2010 16 h 00 | Chambéry Savoie Handball  | 28 – 21 | Tremblay-en-France Handball | Stade Louis-II, Monaco Arbitrage : Nordine Lazaar Laurent Reveret |
| 4 septembre 2010 16 h 00 | (17 – 11)                 |         |                             | Stade Louis-II, Monaco Arbitrage : Nordine Lazaar Laurent Reveret |
| 4 septembre 2010 16 h 00 | Compte-rendu Handzone.net |         |                             | Stade Louis-II, Monaco Arbitrage : Nordine Lazaar Laurent Reveret |

| 4 septembre 2010 18 h 00 | Montpellier Agglomération Handball | 31 – 24 | Saint-Raphaël Var Handball | Stade Louis-II, Monaco Affluence : 1 600 Arbitrage : Charlotte Bonaventura Julie Bonaventura |
| 4 septembre 2010 18 h 00 | (12 – 16)                          |         |                            | Stade Louis-II, Monaco Affluence : 1 600 Arbitrage : Charlotte Bonaventura Julie Bonaventura |
| 4 septembre 2010 18 h 00 | Compte-rendu Handzone.net          |         |                            | Stade Louis-II, Monaco Affluence : 1 600 Arbitrage : Charlotte Bonaventura Julie Bonaventura |

### Finale
| 5 septembre 2010 16 h 00 | Chambéry Savoie Handball  | 29 – 32 (ap) | Montpellier Agglomération Handball | Stade Louis-II, Monaco Affluence : 2 500 Arbitrage : Nordine Lazaar Laurent Reveret |
| 5 septembre 2010 16 h 00 | (13 – 11, 28 – 28)        |              |                                    | Stade Louis-II, Monaco Affluence : 2 500 Arbitrage : Nordine Lazaar Laurent Reveret |
| 5 septembre 2010 16 h 00 | Prol. : 1 – 4             |              |                                    | Stade Louis-II, Monaco Affluence : 2 500 Arbitrage : Nordine Lazaar Laurent Reveret |
| 5 septembre 2010 16 h 00 | Compte-rendu Handzone.net |              |                                    | Stade Louis-II, Monaco Affluence : 2 500 Arbitrage : Nordine Lazaar Laurent Reveret |